# Can Ros (Sant Andreu de Llavaneres)
Can Ros, o Can Riviere, és una masia de Sant Andreu de Llavaneres (Maresme) inclosa a l'Inventari del Patrimoni Arquitectònic de Catalunya.

## Descripció

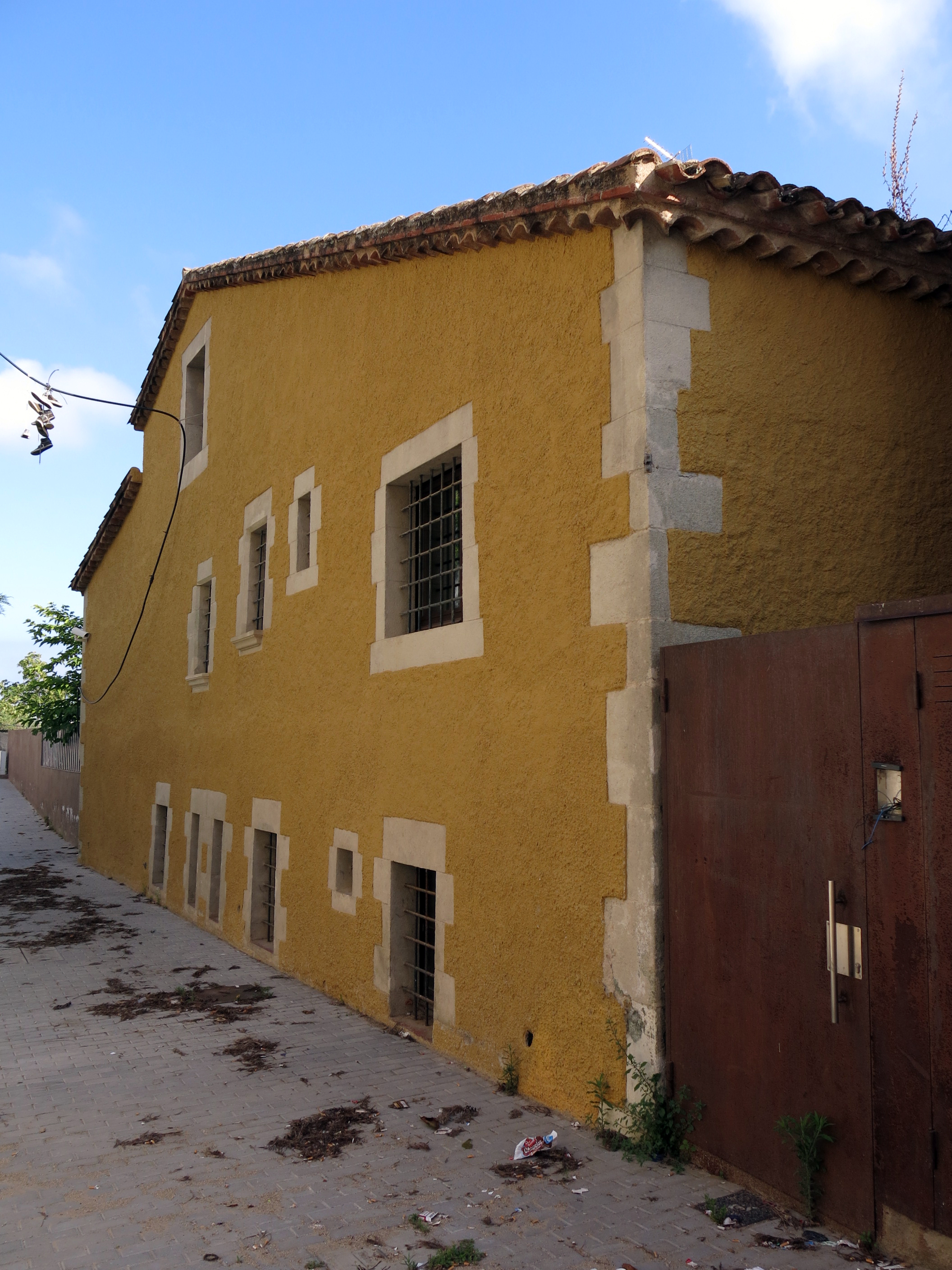
Façana posterior

És una masia formada per tres cossos i dues plantes; la part central és més elevada. A la façana principal hi ha un portal adovellat. Les finestres són de pedra picada amb una discreta decoració. En una d'aquestes hi figura la data de construcció: 1780. L'interior s'ha modificat, però conserva totes les llindes de pedra i les finestres tenen festejadors a la part interior. Al darrere, damunt del celler, hi havia un estatge que ocupaven els jornalers.

## Història
A la façana principal hi figura la data de 1780. Fou propietat de la família Rivière, per això també es coneix amb aquest nom. Actualment, és de propietat municipal i acull el casal de joves del municipi.